# 放射計

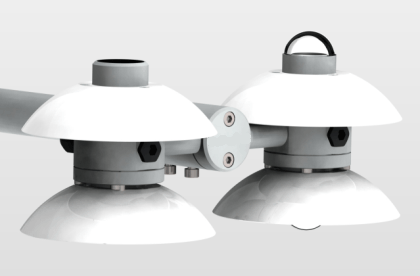
放射計 (Net radiometer, NR01)

放射計(ほうしゃけい、Radiometer)とは、電磁波の放射電力を測定する機器である。ラジオメーターとも呼ばれる。
一般的に、放射計といえば、赤外線の放射を測定する機器を指すが、赤外線以外の周波数領域でも使われる。
赤外線放射計の、電磁波検出装置は、多くの場合、ボロメータ型であり、赤外線の吸収による温度の上昇を温度計で測定することで、間接的に放射電力量を知ることができる。温度の増加量は、入射する放射電波の電力量に比例する。
また、マイクロ波領域の電磁放射を計測する機器、マイクロ波放射計という。